# Kaylin Irvineová
Kaylin Irvineová (* 3. září 1990 Calgary, Alberta) je kanadská rychlobruslařka.
V roce 2010 se poprvé představila na juniorském světovém šampionátu a ve Světovém poháru juniorů. V seniorském Světovém poháru startuje od roku 2012. Zúčastnila se Zimních olympijských her 2014 (1000 m – 18. místo) a Zimních olympijských her 2018 (1000 m – 23. místo). Na Mistrovství světa na jednotlivých tratích 2019 získala v týmovém sprintu stříbrnou medaili.